# UTC+12:45
UTC+12:45 er en tidszone som er 12 timer og 45 minutter foran standardtiden UTC.
UTC+12:45 bruges som standardtid i vinterperioden på den sydlige halvkugle af:
- Chatham Øerne (hører under New Zealand). Øerne bruger UTC+13:45 som sommertid.